# Springfield (Els Simpson)
|  | Per a altres significats, vegeu «Springfield». |

Springfield és la població fictícia on viuen els personatges Els Simpson, família protagonista de la sèrie homònima de televisió. Existeixen desenes de ciutats amb aquest nom al llarg dels Estats Units; en la sèrie són recurrents els gags referent a això, donat que en cap moment s'explicita en quin Estat es troba Springfield.
En la seva major part, està format per cases unifamiliars, formant una gran quadrícula de carrers que es tallen en angle recte, els Simpson viuen al 742 d'Evergreen Terrace. Tota l'energia elèctrica de la ciutat és proveïda per la central nuclear.
Alguns dels llocs que més apareixen en la sèrie:
- El Kwik-e-mart (supermercat 24 hores) d'Apu Nahasapeemapetilon.
- La central nuclear d'en Montgomery Burns.
- L'Escola Primària de Springfield.
- La taverna de Moe.
- L'estàtua de Jebediah Springfield.
- L'ajuntament.
- La casa dels Simpson.
- La casa dels Flanders.
- L'església protestant
- L'hospital.
- La bolera

Entre els curiosos atractius turístics que apareixen a Springfield al llarg de la sèrie cap destacar:
- El cabaret, Casa de Varietats o bordell (es podia visitar fins que Marge Simpson ho intentés esfondrar).
- El monorail. ("Marge contra el Monorrail")
- El llimoner que el mateix Jebediah Springfield va plantar.
- Les lletres gegants blanques amb el nom de la ciutat, a l'estil Hollywood.
- Casino Mr. Burns.
- El cremador de pneumàtics usats.
- El bulevard del port.
- Un pou sense fons.
- Barris de minories ètniques, com ara jueus, italians o russos.

## Festivitats
- "El dia de l'Apallissament": dia que, segons una falsa llegenda, Jebediah Springfield va matar a una serp amb un garrot. Se celebra matant serps a garrotades. D'aquesta festa va participar Richard Nixon i altres personatges.

- "El dia de l'Amor". Una festivitat inventada per uns grans magatzems, a manera de crítica de festivitats que s'han convertit en excuses per a consumir.

- Sovint l'alcalde Quimby crea noves celebracions com ara "El dia d'en Michael Jackson", "El dia de la neu" o "El dia d'en Homer Simpson".

## Història
Springfield va ser fundada en 1796 per colons que buscaven un pas cap a Maryland després de malinterpretar un passatge de la Bíblia. En els seus primers temps, la ciutat va ser blanc dels atacs dels indis.
Va ser fundada pel pioner Jebediah Springfield, que demostra ser al llarg de la sèrie un personatge molt qüestionable. La seva ciutat rival, Shelbyville, va ser fundada pel seu company de viatge i després enemic, Shelbyville Manhattan. La rivalitat entre ambdues es remunta al moment de fundació d'aquestes ciutats, i es va originar per les diferències en la manera de vida que volien dur cadascun d'ells. Shellbyville Manhattan volia dur una vida de diversió i volia que els homes poguessin casar-se amb les seves cosines, mentre que Jebediah Springfield volia mantenir una vida casta.
Lisa Simpson va descobrir que Jebediah era, en realitat, Hans Sprungfeld, un criminal pirata enemic de George Washington, encara que va decidir que el mite de Springfield havia de prevaler.
Tot el poble va haver de ser traslladat quan Homer Simpson va ser nomenat Regidor de Neteja i Sanitat i va vendre tot el subsòl de Springfield a ciutats perquè soterressin les seves escombraries.

## Ubicació
La ciutat de Springfield pot estar situada a l'imaginari estat de North Takoma, ja que així ho indica el carnet de Homer Simpson en un dels episodis. En determinats episodis hi apareixen referències a la pertinença de la ciutat a un estat real dels actuals EUA, però sol tractar-se d'un joc per part dels guionistes de la sèrie, donat la impossibilitat que una ciutat real continga tots els elements que surten a la sèrie, que poden ser fins i tot contradictoris entre si.
Entre aquestes referències, hi tenim Kentucky, ja que al final de l'episodi recopilatori "Darrere dels riures", el presentador diu "quines aventures els esperen a aquesta família del nord de Kentucky" encara que pels topònims referits a ciutats properes amb Springfield que més quadra és Springfield, la capital de l'estat d'Illinois, ja que pegat a ell té la ciutat de Shelbyville i molt prop la de Capitol City, encara que la relació sigui solament toponímica.
És possible que Springfield sigui només una barreja de tots els Springfield dels Estats Units. En un dels tràilers de la pel·lícula dels Simpsons, Ned Flanders escala una muntanya al costat de Bart per a mostrar-li que des d'eixe punt es poden observar els 4 estats que "envolten" a Springfield; que són Ohio, Nevada, Maine i Kentucky; el que és impossible tret que Springfield fos tots els altres estats, excloent Hawaii i Alaska.